# Ulica Tytusa Chałubińskiego w Warszawie

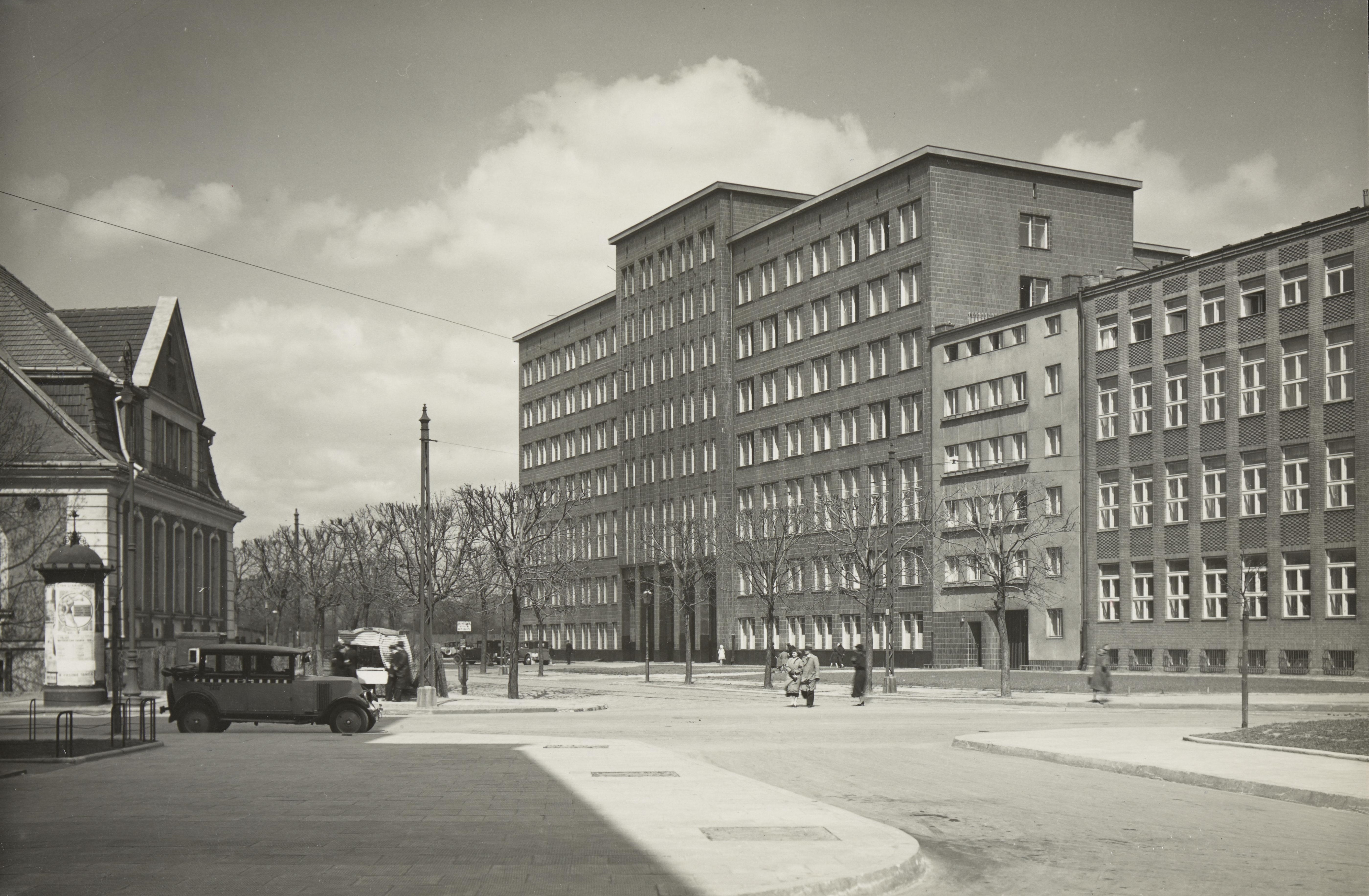
Ulica Tytusa Chałubińskiego w 1932 roku

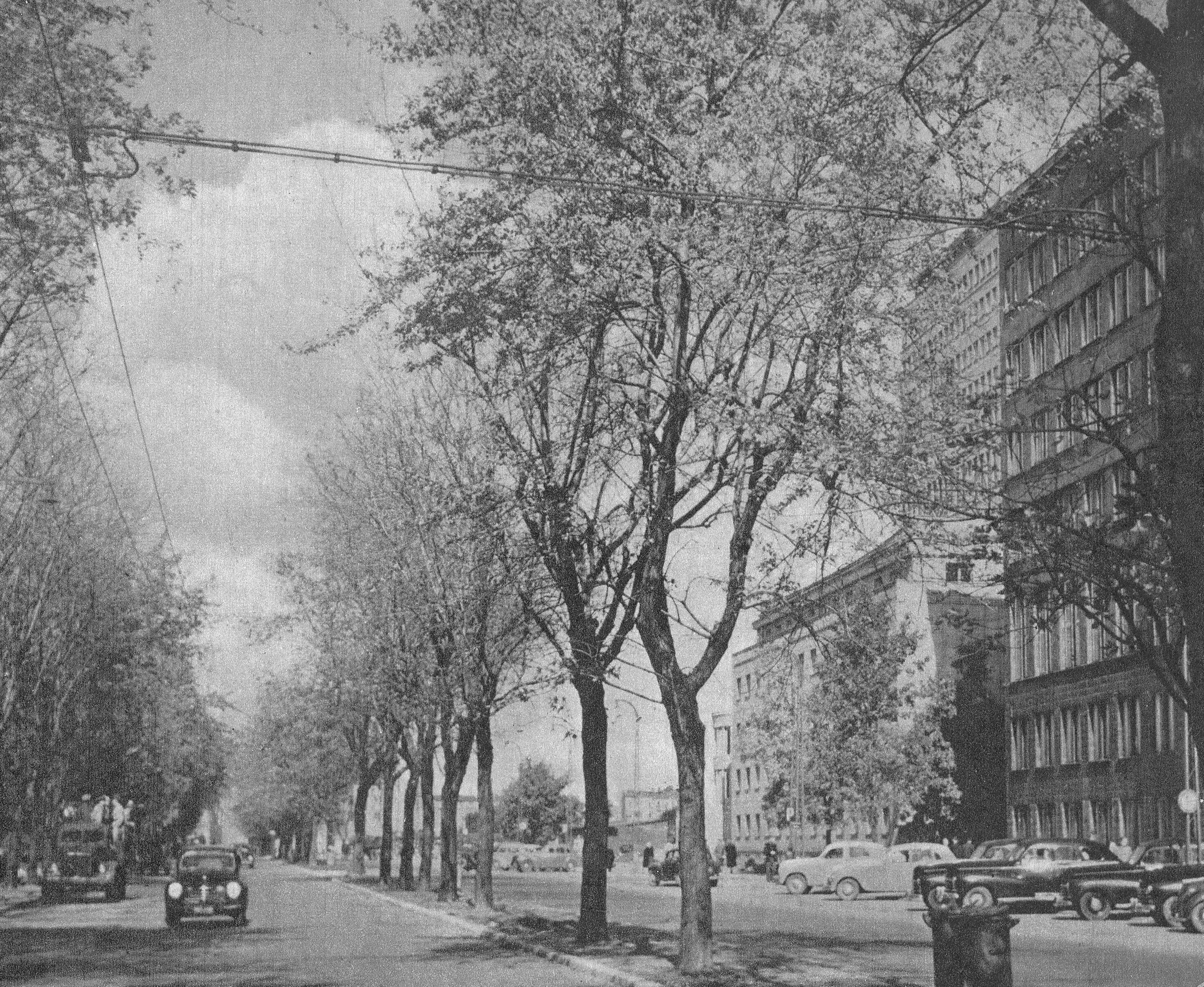
Ulica na początku lat 50. XX wieku

Ulica Tytusa Chałubińskiego – ulica w dzielnicach Śródmieście i Ochota w Warszawie, biegnąca od ul. Koszykowej do Alej Jerozolimskich.

## Historia
Ulica została zaprojektowana w 1871 i wytyczona w 1881. Początkowo nosiła nazwę Teodora, na cześć carskiego namiestnika Teodora Berga. Obecną nazwę nadano w październiku 1916.
Na odcinku ulicy między ul. Hożą (później ul. Wspólną) a ul. Nowogrodzką rozciągały się tereny założonego w 1870 Ogrodu Pomologicznego. Naprzeciwko, na miejscu dawnego folwarku świętokrzyskiego należącego do księży misjonarzy w latach 1897–1902 powstał kompleks Szpitala Dzieciątka Jezus wybudowany według projektu Józefa Piusa Dziekońskiego, wypełniający kwartał ulic Lindleya (wtedy Żelazna) – Oczki (Wspólna) – Chałubińskiego (Teodora) – Nowogrodzka. W 1902 u zbiegu z obecną ul. Oczki wybudowano budynek Anatomicum według projektu Antoniego Jabłońskiego-Jasieńczyka.
W 1911 według projektu Józefa Napoleona Czerwińskiego i Wacława Heppena pod numerem 13 u zbiegu z Alejami Jerozolimskimi zbudowano wielką kamienicę rodziny Burchardów, rozebraną w 1973 pod pretekstem konieczności budowy estakady przy Dworcu Centralnym.
W okresie międzywojennym ulica Chałubińskiego stała się wraz z al. Niepodległości odcinkiem planowanej trasy N-S, która miała biec od ul. Marymonckiej przez Powązki, Śródmieście, Chałubińskiego, Pole Mokotowskie, przedłużoną ulicę Włodarzewską (obecna al. Niepodległości do Puławskiej). Dzięki tym planom w 1930 na Chałubińskiego poprowadzono linię tramwajową. W okresie międzywojennym przy ulicy powstało kilka reprezentacyjnych obiektów: Gmach Ministerstwa Komunikacji, gmach Dowództwa Korpusu Ochrony Pogranicza oraz siedziba Warszawskiej Szkoły Pielęgniarek.
W latach okupacji zabudowa ulicy nie poniosła większych zniszczeń, jednak w okresie powojennym w związku z jej poszerzeniem rozebrano kilka kamienic.
W latach 1947–1950 przy ulicy wzniesiono gmach Informacji Wojskowej (Ministerstwa Obrony Narodowej) zaprojektowany przez Marka Leykama (nr 3a). W latach 1948–1950 gmach Ministerstwa Komunikacji został rozbudowany przez Bohdana Pniewskiego.
W 1956 na wydzielonym torowisku ułożono i oddano do eksploatacji tory tramwajowe. W 1957 roku, po likwidacji przystanku Warszawa Marszałkowska EKD, pomiędzy ulicami Chałubińskiego i Emilii Plater znajdował się przystanek końcowy WKD − Warszawa Chałubińskiego WKD.

## Ważniejsze obiekty
- Wojskowa Agencja Mieszkaniowa (nr 3a)
- Służba Kontrwywiadu Wojskowego (nr 3b)
- Gmach Ministerstwa Komunikacji, siedziba Ministerstwa Infrastruktury (nr 4/6)
- Główna Biblioteka Komunikacyjna w Warszawie (nr 4/6)
- Biurowiec Chałubińskiego 8 (dawniej Oxford Tower, nr 8)
- Szpital Kliniczny Dzieciątka Jezus
- Biurowiec Central Tower (Al. Jerozolimskie 81)

## Obiekty nieistniejące
- Ogród Pomologiczny
- Warszawa Chałubińskiego WKD